# إدوارد ر. قود
إدوارد ر. قود هو سياسي كندي، ولد في 28 مايو 1918 في كيتشنر في كندا، وتوفي في 28 مارس 2002. حزبياً، نشط في الحزب الليبرالي في أونتاريو ‏. وقد انتخب عضو برلمان مقاطعة أونتاريو.